# Ембраер
„Embraer“ (съкр. от Empresa Brasileira de Aeronáutica S.A.) е бразилска самолетостроителна компания със седалище Сау Паулу, Бразилия. Тя е четвърти по обем на производство самолетостроител в света след „Airbus“, „Boeing“ и „Bombardier“.

## История
Създадена е в началото на 1950-те години с държавна помощ, като част от тогавашния план за модернизиране на бразилската икономика. Първоначално „Embraer“ (тогава под името IPD) произвежда няколко вида хеликоптери в единични бройки.
През 1965 г. персоналът е увеличен до 500 души: тогава започва и производството на първия им самолет – турбовитловия „EMB-110“. В началото на 1990-те години „Embraer“ престава да бъде държавен и е приватизиран от „Bozano Group“.
Оттогава компанията развива дейността си, като освен стандартното си производство на лайнери за средни разстояния започва серийно производство на нови модели за военния сектор, както и частни бизнес самолети.

## Актуално състояние
През 1999 г. фирмата става износител номер 1 на Бразилия, като и продължава да бъде една от ключовите компании за бразилската икономика.
Към 2010 г. компания дели трето-четвърто място с канадската Bombardier сред най-големите доставчици на пътнически самолети, като преди нея са само Boeing и Airbus. През 2009 г. компанията е доставила над 240 самолета, през 2012 г. – 205.
Числеността на персонала е 17 хил. души (2005 г.). Приходите през 2005 г. са $4,2 млрд., чистата печалба – $332 млн.

## Галерия
- Embraer-190
- Embraer ERJ170LR Alitalia
- Embraer ERJ 145

|  | Уикипедия разполага с Портал:Авиация |

1. ↑  Embraer Annual Report 2023 //   март 2024 г. с. 2. Посетен на 10 декември 2024 г.
2. ↑  Embraer earnings results 4th quarter 2023 and fiscal year 2023 //   18 март 2024 г. Посетен на 10 декември 2024 г.
3. ↑  Total Assets for Embraer SA ADR //   Посетен на 10 декември 2024 г.